# Casa Alta-Salinas
Casa Alta-Salinas este o arie protejată (arie specială de conservare — SAC, sit de importanță comunitară — SCI) din Spania întinsă pe o suprafață de 3.769,24 ha, integral pe uscat.

## Localizare
Centrul sitului Casa Alta-Salinas este situat la coordonatele 37°53′16″N 2°02′32″W / 37.8879°N 2.0422°V.

## Înființare
Situl Casa Alta-Salinas a fost declarat sit de importanță comunitară în aprilie 1999 pentru a proteja 18 specii de animale. Situl a fost protejat și ca arie specială de conservare în mai 2015.

## Biodiversitate
Situată în ecoregiunea mediteraneană, aria protejată conține 10 habitate naturale: Pășuni mediteraneene udate de apa mării (Juncetalia maritimi), Pajiști umede mediteraneene cu ierburi înalte de Molinio-Holoschoenion, Galerii și tufărișuri riverane sudice (Nerio-Tamaricetea și Securinegion tinctoriae), Pseudostepă cu ierburi și specii anuale de Thero-Brachypodietea, Păduri de Quercus ilex și Quercus rotundifolia, Pante stâncoase calcaroase cu vegetație casmofită, Vegetație gipsofilă iberică (Gypsophiletalia), Lande oro-mediteraneene cu formațiuni endemice de grozamă, Tufărișuri termo-mediteraneene și de pre-deșert, Matorral arborescenți cu Juniperus spp..
La baza desemnării sitului se află mai multe specii protejate de  păsări (18): uliu porumbar (Accipiter gentilis), acvilă de munte (Aquila chrysaetos), buha (Bubo bubo), șorecarul comun (Buteo buteo), șerpar (Circaetus gallicus), șoim călător (Falco peregrinus), vânturel roșu (Falco tinnunculus), cinteză (Fringilla coelebs), Galerida theklae, Hieraaetus fasciatus, acvilă pitică (Hieraaetus pennatus), grelușel-de-zăvoi (Locustella luscinioides), prigoare (Merops apiaster), ciuf-pitic (Otus scops), pițigoi de brădet (Parus ater), Pyrrhocorax pyrrhocorax, turturică (Streptopelia turtur), Sylvia conspicillata.
Pe lângă speciile protejate, pe teritoriul sitului au mai fost identificate 15 specii de plante, 13 specii de păsări, 2 specii de amfibieni, 6 specii de mamifere, 11 specii de reptile.